# Concurso Internacional de Piano Arthur Rubinstein

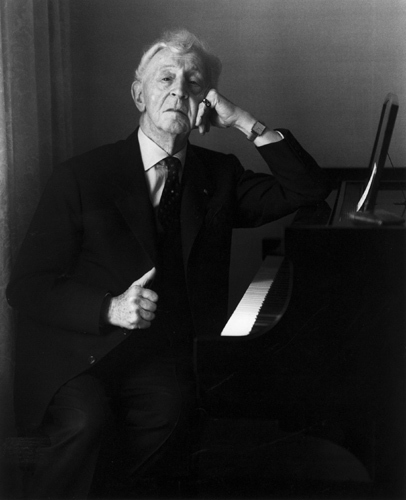
Arthur Rubinstein

El Concurso Internacional de Piano Arthur Rubinstein es un concurso internacional de piano especializado en la música promovido por Arthur Rubinstein. Tiene lugar cada tres años en Tel Aviv, Israel desde 1974.

## Historia
En 1974, Jan Jacob Bistritzky estableció el Concurso Internacional de Maestros de Piano Arthur Rubinstein para promover las carreras de destacados pianistas jóvenes. A partir de 2020 el director artístico es Ariel Cohen. El premio Arthur Rubinstein y otros premios se entregan a los ganadores. El Concurso Rubinstein también encarga obras de compositores israelíes. Emanuel Ax ganó el primer premio en su primera edición.

## Ganadores
| Año  | Primer premio               | Segundo premio                | Tercer premio                 |
| ---- | --------------------------- | ----------------------------- | ----------------------------- |
| 1974 | Emanuel Ax                  | Eugene Indjic                 | Janina Fialkowska Seta Tanyel |
| 1977 | Gerhard Oppitz              | Diana Kacso                   | Etsuko Terada                 |
| 1980 | Gregory Allen               | Ian Hobson                    | Geoffrey Tozer                |
| 1983 | Jeffrey Kahane              | Hung-Kuan Chen                | Fei-Ping Hsu                  |
| 1986 | Desierto                    | Thomas Duis                   | Angela Cheng                  |
| 1989 | Ian Fountain Benjamin Frith | Desierto                      | Krzysztof Jabłoński           |
| 1992 | Giorgia Tomassi             | Simone Pedroni                | Ilya Itin                     |
| 1995 | Alexander Korsantia         | Serguéi Tarasov               | Ohad Ben-Ari                  |
| 1998 | Igor Tchetuev               | Vitaly Samoshko               | Park Jong-Gyung               |
| 2001 | Kirill Gerstein             | Ferenc Vizi                   | Massimiliano Ferrati          |
| 2005 | Alexander Gavrylyuk         | Igor Levit                    | Yeol Eum Son                  |
| 2008 | Desierto                    | Roman Rabinovich Ching-Yun Hu | Khatia Buniatishvili          |
| 2011 | Daniil Trifonov             | Boris Giltburg                | Ilya Rashkovsky               |
| 2014 | Antonii Baryshevskyi        | Steven Lin                    | Seong-Jin Cho                 |
| 2017 | Szymon Nehring              | Daniel Ciobanu                | Sara Daneshpour               |
| 2021 | Juan Pérez Floristán        | Shiori Kuwahara               | Cunmo Yin                     |
| 2023 | Kevin Chen                  | Giorgi Gigashvili             | Yukine Kuroki                 |